# Mariä Himmelfahrt (Frauenriedhausen)

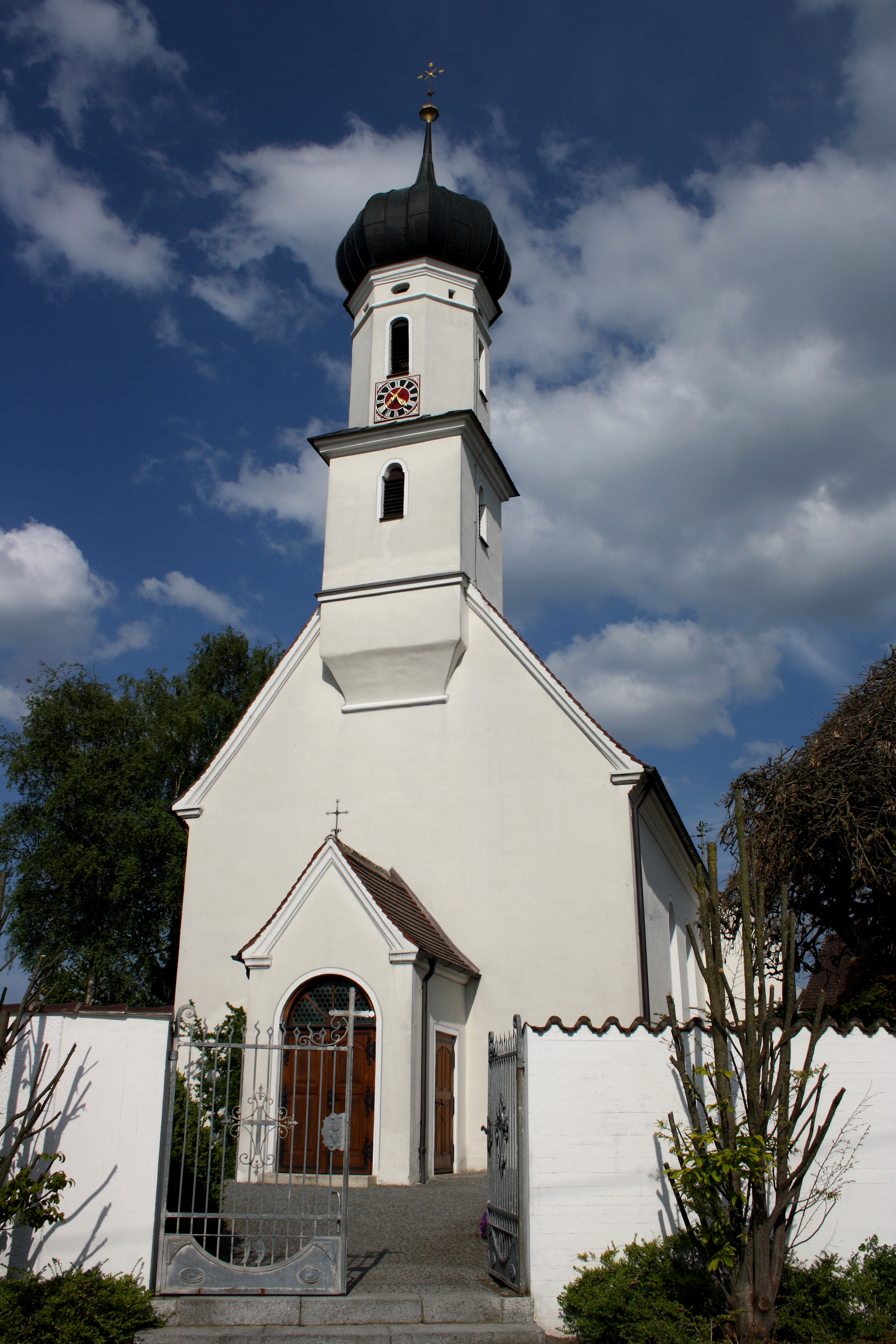
Pfarrkirche Mariä Himmelfahrt in Frauenriedhausen

Die katholische Filialkirche Mariä Himmelfahrt in Frauenriedhausen, einem Stadtteil von Lauingen im bayerischen Regierungsbezirk Schwaben, ist ein romanischer  Bau aus dem 13. Jahrhundert. Im 18. Jahrhundert wurde der Innenraum im Stil des Rokoko umgestaltet.

## Geschichte
Frauenriedhausen wurde 1135 erstmals als Rithusin urkundlich erwähnt. Zur Unterscheidung von Veitriedhausen wurde es zunächst als unteres Riedhausen und in der ersten Hälfte des 14. Jahrhunderts nach dem Patrozinium seiner Kirche als Unser Frawen Riethuesen bezeichnet. 1445 ist es als Unser Lieben Frawen Riethusen belegt. Ursprünglich gehörte Frauenriedhausen zur Pfarrei in Wittislingen. Nach der Einführung der Reformation wurde Frauenriedhausen vom katholisch gebliebenen Wittislingen abgetrennt und zunächst Lauingen und nach 1560 der Pfarrei in Hausen unterstellt. Bei Hausen blieb es auch nach der Rekatholisierung, bis es 1835 zu einer eigenen Pfarrei erhoben wurde.
Die aus dem 13. Jahrhundert stammende Kirche wurde 1734 von Balthasar Suiter im Innern umgestaltet. 1768 führte Johann Anwander aus Lauingen die Deckenfresken aus. In der gleichen Zeit erhielt die Kirche den Stuckdekor, der Johann Michael Hoiß zugeschrieben wird. 1994 erfolgte einen Innenrestaurierung und 1998 wurde die Kirche außen renoviert.

## Architektur

### Außenbau
Das Gebäude ist aus kleinteiligem, verputztem Quadermauerwerk errichtet. Über dem schlichten Westgiebel erhebt sich ein zweigeschossiger Dachreiter, der mit einer Zwiebelhaube gedeckt ist. Sein quadratisches Untergeschoss ist auf allen vier Seiten von rundbogigen Öffnungen durchbrochen. Der oktogonale Aufbau besitzt schmale Klangarkaden und in der Attikazone kleine quadratische und querovale Fenster. Der Eingang befindet sich an der Westfassade mit modernem Vorzeichen.

### Innenraum
Das Langhaus ist einschiffig und wird von einer Flachdecke über einer Kehle gedeckt. Der eingezogene, quadratische Chor besitzt ein Muldengewölbe. In der Ostwand sind ein romanisches Rundbogenfenster und ein barockes Ovalfenster vermauert. Die Langhauswände gliedern auf beiden Seiten zwei große Rundbogenfenster. Den westlichen Abschluss bildet eine Empore mit gerader Brüstung, die auf zwei Holzsäulen aufliegt.

## Stuck und Deckenbilder
Rocaillekartuschen, zwischen denen sich Blütenketten ranken, umrahmen die Deckenbilder und Grisaillen.
Das Deckenbild des Chores ist dem Patrozinium der Kirche, der Himmelfahrt Mariens, gewidmet. In den Zwickeln werden die vier Evangelisten dargestellt. Die Grisaillen der Kehlen beziehen sich auf das Alte Testament und stellen Judith und Holofernes und Esther und Ahasverus dar.
Das Hauptbild des Langhauses trägt die Signatur Joh. Anwander Lavingans, inv. & pinx. 1768. Auf der unteren Bildhälfte huldigen die vier Erdteile vor einer monumentalen Scheinarchitektur der katholischen Kirche, die eine mit den Papstinsignien ausgestattete Frauengestalt verkörpert. Auf der oberen Bildhälfte thront Maria als Himmelskönigin. Die Themen der seitlichen Kartuschen sind Szenen aus dem Leben Marias und Anrufungen aus der Lauretanischen Litanei (Hilfe für Kranke, Bedrängte, Sünder). Eine Szene zeigt Pius V. und Don Juan de Austria, die von Maria den Sieg in der Seeschlacht von Lepanto erflehen.

## Ausstattung
- Der Hochaltar wird in die Zeit um 1680/90 datiert. In der Altarnische steht eine von vier Engeln umgebene Christusfigur. Die linke Figur stellt den hl. Florian und die rechte Figur den hl. Leopold dar. Der Auszug ist mit Putten besetzt. In einem ovalen Rahmen befindet sich eine Halbfigur Marias und über dem gesprengten Giebel steht ein Engel.
- Auch die Madonnenfigur über dem nördlichen Seitenaltar ist eine Arbeit aus der Zeit um 1680.
- Aus der zweiten Hälfte des 17. Jahrhunderts stammen die Holzskulpturen des hl. Joseph mit dem Jesuskind am südlichen Seitenaltar, der hl. Ottilie und des hl. Rochus.
- Die Holzfiguren des hl. Sebastian, des hl. Leonhard werden in die erste Hälfte des 18. Jahrhunderts datiert.
- Der Taufstein trägt die Jahreszahl 1680 und die Inschrift: Gott zu Ehren. Er ist mit einem Kreuz, dem Christusmonogramm und dem Herzen Mariens versehen.
- Die Kirchenbänke besitzen Wangen mit Muschel- und Gitterwerkschnitzereien aus der Zeit um 1750.